# ۲-هپتانون
۲-هپتانون (به انگلیسی: 2-Heptanone) با فرمول شیمیایی C۷H۱۴O یک ترکیب شیمیایی با شناسه پاب‌کم ۸۰۵۱ است. که جرم مولی آن ۱۱۴٫۱۸ g/mol می‌باشد. شکل ظاهری این ترکیب، مایع شفاف است و در میخک یافت می شود.